# Madame Morrible
Madame Morrible è un personaggio immaginario del romanzo Strega: Cronache dal Regno di Oz in rivolta (Strega: cronache di Oz in rivolta) dello scrittore statunitense Gregory Maguire, meglio conosciuta come antagonista nel musical di Broadway del 2003 “Wicked" di Stephen Schwartz.

## Il personaggio
Madame Morrible è la preside dell'Università di Shilz e la magica Gran Visir del Mago di Oz. Prende sotto la sua ala Elphaba e, in seguito, sotto insistenza di questa, comincia a dare lezioni private di magia anche a Glinda.
È specializzata nella magie meteorologiche: infatti fa smettere di piovere a suo comando e crea il ciclone che porta la casa di Dorothy nel regno di Oz.
È una seguace del mago molto fervente e maligna, tanto da cercare in tutti i modi di eliminare Elphaba dopo che questa si dichiara nemica giurata del mago.
Alla fine del musical, partito il Mago, viene fatta arrestare da Glinda.

## Interpreti principali
Tra le cantanti con voce da contralto o mezzosoprano che hanno ricoperto questo ruolo nel musical ci sono: Carole Shelley (Original Broadway Cast), Rue McClanahan, Carol Kane, Jayne Houdyshell, Rondi Reed, Barbara Robertson, Miriam Margolyes, Susie Blake, Judy Kaye, Francesca Taverni, Harriet Thorpe, Julie Legrand, Maggie Kirkpatrick e Jo Anne Worley. 